# رونان فان زاندبک
رونان فان زاندبک (هلندی: Ronan van Zandbeek؛ زادهٔ ۲۷ سپتامبر ۱۹۸۸) دوچرخه‌سوار اهل هلند است.
از باشگاه‌هایی که در آن رکاب زده‌است می‌توان به دلتا سایکلینگ روتردام اشاره کرد.